# 9 Гончих Псов
9 Гончих Псов (лат. 9 Canum Venaticorum), HD 109980 — одиночная звезда в созвездии Гончих Псов на расстоянии приблизительно 224 световых лет (около 68,6 парсек) от Солнца. Визуальная звёздная величина звезды — +6,358m. Возраст звезды определён как около 560 млн лет.

## Характеристики
9 Гончих Псов — белая звезда спектрального класса kA6hA8Vnn, или A3, или A5V, или A6Vp, или A7Vn, или A8VnnkA6. Масса — около 1,874 солнечной, радиус — около 1,851 солнечного, светимость — около 11,038 солнечной. Эффективная температура — около 7814 K.

## Планетная система
В 2019 году учёными, анализирующими данные проектов Hipparcos и Gaia, у звезды обнаружена планета HIP 61692 b.